# Solanales
Ordre
Classification APG III (2009)
L'ordre des Solanales regroupe des plantes dicotylédones.

## Liste des familles
En classification classique de Cronquist (1981), il comporte huit familles :
- famille des Convolvulacées (famille du liseron)
- famille des Cuscutacées (famille de la cuscute)
- famille des Duckéodendracées
- famille des Hydrophyllacées
- famille des Ményanthacées
- famille des Nolanacées
- famille des Polémoniacées
- famille des Solanacées (famille de la tomate).

En classification phylogénétique APG (1998), classification phylogénétique APG II (2003) et classification phylogénétique APG III (2009), la circonscription est différente :
- ordre des Solanales Juss. ex Bercht. & J.Presl (1820)
  - famille des Convolvulaceae Juss. (1789) (incl. Cuscutaceae)
  - famille des Hydroleaceae R.Br. ex Edwards (1821)
  - famille des Montiniaceae Nakai (1943) (incl. Kaliphoraceae)
  - famille des Solanaceae Juss. (1789) (incl. Duckeodendraceae & Nolanaceae)
  - famille des Sphenocleaceae T.Baskerv. (1839)